# Varennes-sur-Seine
Varennes-sur-Seine is een gemeente in het Franse departement Seine-et-Marne (regio Île-de-France) en telt 3159 inwoners (2005). De plaats maakt deel uit van het arrondissement Provins.

## Geografie
De oppervlakte van Varennes-sur-Seine bedraagt 10,0 km², de bevolkingsdichtheid is 315,9 inwoners per km².

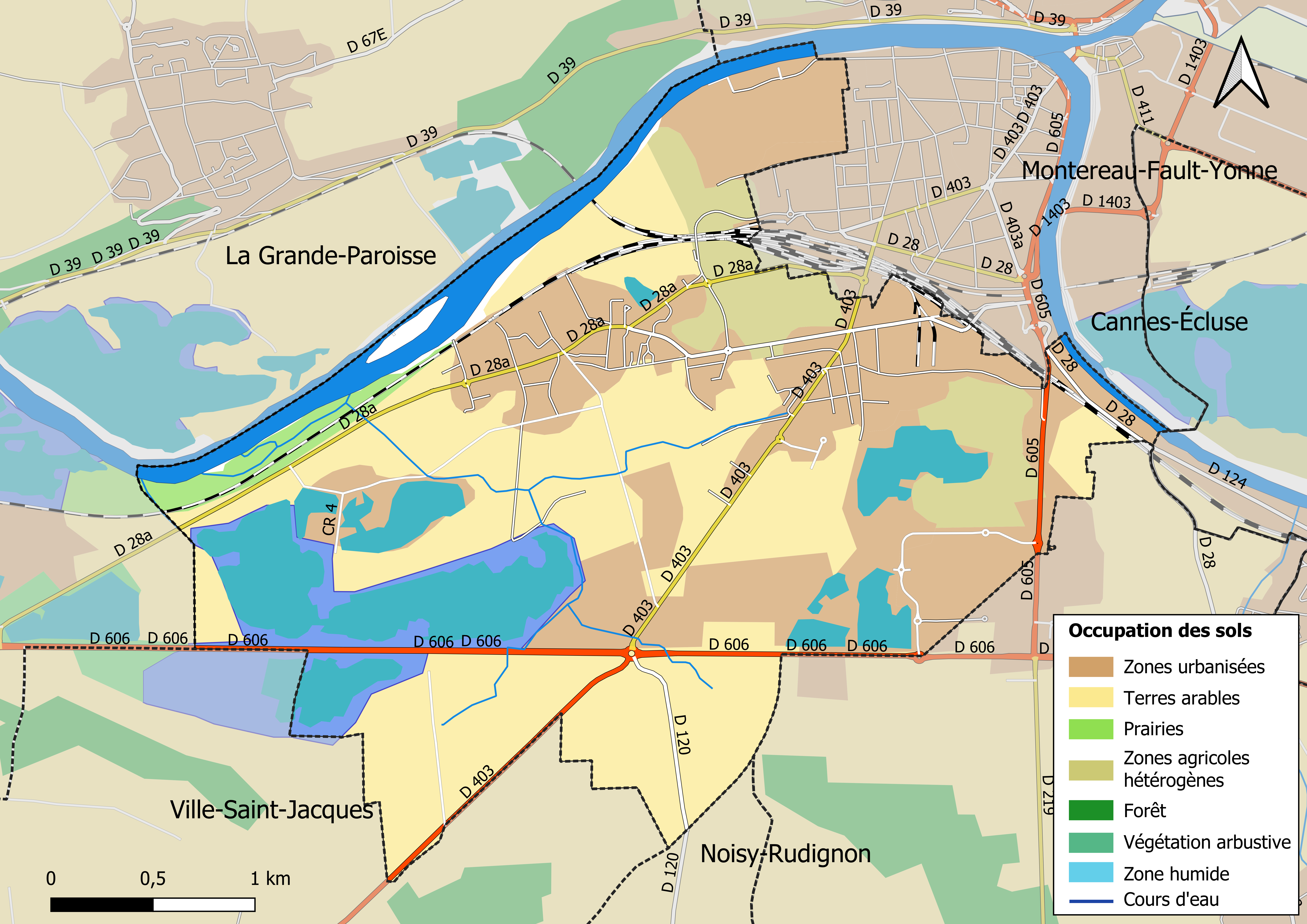
Kaart van de gemeente met de belangrijkste infrastructuur, bodemgebruik en omliggende gemeenten

## Demografie
Onderstaande figuur toont het verloop van het inwonertal (bron: INSEE-tellingen).